# فرانک هنری فیلد
فرانک هنری فیلد (انگلیسی: Frank H. Field؛ ۲۷ فوریهٔ ۱۹۲۲ – ۱۲ آوریل ۲۰۱۳) یک شیمیدان اهل آمریکا بود.